# Odontodactylidae
Famille
Les Odontodactylidae sont une famille de stomatopodes (« crevettes-mantes »).

## Liste des genres et espèces
Selon World Register of Marine Species (14 mars 2014) :
- genre Odontodactylus Bigelow, 1893
  - Odontodactylus brevirostris (Miers, 1884)
  - Odontodactylus cultrifer (White, 1850)
  - Odontodactylus hansenii (Pocock, 1893)
  - Odontodactylus havanensis (Bigelow, 1893)
  - Odontodactylus hawaiiensis Manning, 1967
  - Odontodactylus japonicus (de Haan, 1844)
  - Odontodactylus latirostris Borradaile, 1907
  - Odontodactylus scyllarus (Linnaeus, 1758)